# Leopold Kapata
Leopold Kapata (5 mei 1992) is een Belgische atleet, die gespecialiseerd is in het hink-stap-springen. Hij veroverde elf Belgische titels.

## Biografie
Kapata veroverde in 2012 zowel indoor als outdoor de Belgische titel in het hink-stap-springen. In 2013 werd hij opnieuw Belgisch kampioen outdoor. In 2016 volgde een tweede dubbel op de Belgische kampioenschappen. Ook in 2017 en 2018 werd hij Belgisch indoorkampioen.
Kapata was aangesloten bij Racing Club Brussel en stapte over naar Cercle Athlétique Brabant-Wallon.

## Belgische kampioenschappen
| Onderdeel                 | Jaar                               |
| ------------------------- | ---------------------------------- |
| hink-stap-springen        | 2012, 2013, 2016, 2017, 2018, 2022 |
| hink-stap-springen indoor | 2012, 2016, 2017, 2018, 2023       |

## Persoonlijke records
Outdoor
| Onderdeel          | Prestatie | Wind     | Datum      | Plaats |
| ------------------ | --------- | -------- | ---------- | ------ |
| hink-stap-springen | 15,85 m   | +0,7 m/s | 9 mei 2012 | Nijvel |

Indoor
| Onderdeel          | Prestatie | Datum           | Plaats |
| ------------------ | --------- | --------------- | ------ |
| hink-stap-springen | 15,85 m   | 28 januari 2017 | Gent   |

## Palmares

### hink-stap-springen
- 2009:  BK AC indoor – 14,52 m
- 2011:  BK AC indoor – 14,92 m
- 2012:  BK AC indoor – 15,51 m
- 2012:  BK AC – 15,45 m
- 2013:  BK AC indoor – 14,41 m
- 2013:  BK AC – 15,28 m
- 2014:  BK AC indoor – 15,09 m
- 2014:  BK AC – 14,75 m
- 2015:  BK AC – 14,85 m
- 2016:  BK AC indoor – 15,39 m
- 2016:  BK AC – 15,21 m
- 2017:  BK AC indoor – 15,60 m
- 2017:  BK AC – 15,63 m
- 2018:  BK AC indoor – 15,37 m
- 2018:  BK AC – 15,73 m
- 2018:  BK AC – 15,73 m
- 2022:  BK AC – 15,10 m (w)
- 2023:  BK indoor AC - 14,82 m